# Línea 18.2 (Asunción)
La Línea 88 (ex 18.2) de colectivos de Asunción es una línea de autobuses perteneciente a la  Empresa de Transporte LA LOMITA S.A. (ex Ytororo S.A.) y regulado por el Viceministerio del Transporte (VMT), dependiente del Ministerio de Obras Públicas y Comunicaciones (MOPC).

## Cambio a línea 88
A partir de 2016 opera como Línea 88 con el mismo itinerario, emblema y color.
Algunos argumentaban que este cambio era evadir aranceles atrasados de la empresa, sin embargo no fue así.
Este cambio se debe a que la empresa "29 de setiembre S.R.L." (explotadora de la Línea 18.1) ha recibido numerosas demandas y la empresa Ytororó S.A. (Línea 18.2) ha sido implicada y notificada varias veces para que sus funcionarios vayan a prestar declaraciones a la fiscalía, sin que haya relación alguna entre ambas empresas. 
Debido a esos problemas es que decidieron cambiar de Línea 18.2 a 88.

## Administración
Representante: Victor Arce

Teléfono: 021-946546

## Recorridos
La línea 88 cuenta con 3 trayectos diferentes a saber:

### Ramal La Lomita
Ida
Terminal La Lomita – Uruguay – Manuel Ortiz Guerrero – Bernardino Caballero – Acceso Sur – Santa Rosa – Independencia Nacional – 9 de Agosto – Acceso Sur – Avda. Fernando de la Mora – Rep. Argentina – Agustín Goiburú – Médicos del Chaco – Carios – Tte. Riquelme – Avda. Eusebio Ayala – Ygurey – Gaspar Rodríguez de Francia – Brasil – Mcal. Estigarribia – Antequera – Eligio Ayala – Pte. Franco – Colón – Juan S. Godoy – Chiang Kai Shek – Yegros – Cerro León - Yegros – Antequera – Acá Joasá – Parapití – Itá Yvaté – Antequera – 37 Pyda. Parada.
Vuelta
Parada 37 Pyda. – Antequera – Itá Yvaté – Parapití – Acá Joasá – Antequera – Yegros – Cerro León - Chiang Kai Shek – Juan S. Godoy – Colón – Juan A. Gally – Montevideo – Eduardo V. Haedo – Luis A. de Herrera – Estados Unidos – Gaspar R. de Francia – Ana Díaz – Año 1811 – Avda. Eusebio Ayala – Médicos del Chaco – Agustín Goiburú – Rep. Argentina - Fernando de la Mora – Acceso Sur - 9 de Agosto - Independencia Nacional – Santa Rosa – Acceso Sur – Bernardino Caballero - Manuel Ortiz Guerrero – Uruguay – La Lomita – Terminal.

### Ramal Caaguazú
Ida
Terminal Caaguazú – Manuel Ortiz Guerrero – Bernardino Caballero – Acceso Sur – Santa Rosa – Independencia Nacional – 9 de Agosto – Acceso Sur – Avda. Fernando de la Mora – Rep. Argentina – Agustín Goiburú – Médicos del Chaco – Carios – Tte. Riquelme – Avda. Eusebio Ayala – Ygurey – Gaspar Rodríguez de Francia – Brasil – Mcal. Estigarribia – Antequera – Eligio Ayala – Pte. Franco – Colón – Juan S. Godoy – Chiang Kai Shek – Yegros – Cerro León - Yegros – Antequera – Acá Joasá – Parapití – Itá Yvaté – Antequera – 37 Pyda. Parada.
Vuelta
Parada 37 Pyda. – Antequera – Itá Yvaté – Parapití – Acá Joasá – Antequera – Yegros – Cerro León - Chiang Kai Shek – Juan S. Godoy – Colón – Juan A. Gally – Montevideo – Eduardo V. Haedo – Luis A. de Herrera – Estados Unidos – Gaspar R. de Francia – Ana Díaz – Año 1811 – Avda. Eusebio Ayala – Médicos del Chaco – Agustín Goiburú – Rep. Argentina - Fernando de la Mora – Acceso Sur - 9 de Agosto - Independencia Nacional – Santa Rosa – Acceso Sur – Bernardino Caballero - Manuel Ortiz Guerrero – Avda. Caaguazú – Tte. Fariña – Alta Tensión – Parada.

### Ramal Villeta
Ida
Terminal Villeta – Ruta Villeta a Ypané -  Bernardino Caballero – Acceso Sur – Santa Rosa – Independencia Nacional – 9 de Agosto – Acceso Sur – Avda. Fernando de la Mora – Rep. Argentina – Agustín Goiburú – Médicos del Chaco – Carios – Tte. Riquelme – Avda. Eusebio Ayala – Ygurey – Gaspar Rodríguez de Francia – Brasil – Mcal. Estigarribia – Antequera – Eligio Ayala – Pte. Franco – Colón – Juan S. Godoy – Chiang Kai Shek – Yegros – Cerro León - Yegros – Antequera – Acá Joasá – Parapití – Itá Yvaté – Antequera – 37 Pyda. Parada.
Vuelta
Parada 37 Pyda. – Antequera – Itá Yvaté – Parapití – Acá Joasá – Antequera – Yegros – Cerro León - Chiang Kai Shek – Juan S. Godoy – Colón – Juan A. Gally – Montevideo – Eduardo V. Haedo – Luis A. de Herrera – Estados Unidos – Gaspar R. de Francia – Ana Díaz – Año 1811 – Avda. Eusebio Ayala – Médicos del Chaco – Agustín Goiburú – Rep. Argentina - Fernando de la Mora – Acceso Sur - 9 de Agosto - Independencia Nacional – Santa Rosa – Acceso Sur – Bernardino Caballero – Ruta Ypané a Villeta – Terminal Villeta.